# Ватиканская обсерватория
Ватиканская обсерватория в Кастель-Гандольфо (итал. Specola Vaticana) — астрономическая обсерватория, основанная в 1930 году в Кастель-Гандольфо (Лацио, Италия). Является частью астрономического исследовательского учреждения, работающего при поддержке Святого Престола, и напрямую подчинено римскому папе. Обсерватория использует один из телескопов, обслуживаемых Международной обсерваторией Маунт-Грэм в США.

## Руководители обсерватории
- 1850—1878 гг. — Анджело Секки
- 1978—2006 гг. — Джордж Койн
- с 2006 года — Хосе Габриэль Фунес

## История обсерватории
Церковь давно проявляла интерес к астрономии в связи с астрономическими методиками определения строения календаря и определениями святых дней, в том числе и Пасхи. Например, григорианский календарь, принятый в 1582 году Папой Григорием XIII, был разработан математиком иезуитом Христофором Клавиусом из Папского Григорианского университета на основе данных, полученных в ходе астрономических наблюдений. В XVIII веке папство активно поддерживало астрономию — была создана обсерватория Римского колледжа в 1774 году. В 1787—1789 годах была создана Ватиканская обсерватория в Башне Ветров в Ватикане под руководством монаха Филиппо Луиджи Джилли (1756—1821). Когда Джилли умер, обсерватория была закрыта, так как была неудобна для наблюдений учащихся и большую часть неба закрывал купол собора Святого Петра. Его инструменты были переданы в обсерваторию колледжа. Третья обсерватория — Обсерватория Капитолия, работала с 1827 по 1870 год. Отец Анджело Секки с 1850 года руководил обсерваторией колледжа. Во время его руководства обсерватория переехала в здание Сант-Иньяцио. После смерти Секки обсерватория была переименована в «Королевскую обсерваторию при Римском колледже» и оставалась таковой до 1923 года. К 1930 году засветка и запылённость от города настолько усилилась, что в дальнейшем астрономические наблюдения были исключены. Вот тогда обсерватория и переехала в селение Кастель-Гандольфо, которое расположено в 25 км к юго-востоку от Рима. С 1961 года и в Кастель-Гандольфо засветка начала мешать наукоёмким работам в области наблюдательной астрономии. Вследствие чего была создана «Исследовательская группа Ватиканской обсерватории» (VORG) с представительством в Стюардской обсерватории (Аризона, США). В 1980-х годах обсерватория прекратила наблюдения. В 1993 году завершена постройка Ватиканского телескопа новой технологии (Vatican Advanced Technology Telescope) с диаметром зеркала 1,8 метра на горе Грэм, штат Аризона, США. Штаб-квартира Ватиканской обсерватории осталась в Кастель-Гандольфо (Италия). В начале 2008 года Ватикан объявил, что в рамках общей реконструкции папской резиденции обсерватория будет переведена в бывший монастырь в миле от прежнего места, а его бывшее пространство будет использоваться для обеспечения более комфортабельных условий для приёма дипломатических посетителей. Были некоторые комментарии, что обсерватория закрывается или её сокращают, но на самом деле сотрудники обсерватории приветствовали данный шаг. В старых помещениях в Кастель-Гандольфо было тесно, и они очень плохо подходили для использования в качестве обсерватории. Научно-исследовательская деятельность VORG неизменно продолжается в Аризоне.

## Инструменты обсерватории
- Визуальный рефрактор Цейсс (D = 400 мм, F = 6000 мм, 1935 год)
- Двойной астрограф Цейсс: рефлектор (D = 600 мм, F = 2400 мм, 1935 год) + рефрактор (D = 400 мм, F = 2000 мм)
- Телескоп «Carte du Ciel»: двойной рефрактор — астрограф (D = 330 мм, F = 3430 мм) и гид (D = 200 мм, F = 3600 мм) — в 1942 году был перевезен из Ватикана в Кастель-Гандольфо
- Телескоп системы Шмидта (D = 980/650 мм, F = 2400 мм, 1957 год)
- Ранее был Солнечный телескоп

## Направления исследований
- Астрофотографические обзоры
- Спектральные наблюдения
- Классификация звёзд по спектрам
- Переменные звёзды

## Основные достижения
- Множество снимков сделанных в ходе работы над Астрографическим каталогом[1].

## Известные сотрудники
- Хеллер, Михал
- en:Guy Consolmagno